# نانسي ستارك سميث
نانسي ستارك سميث (بالإنجليزية: Nancy Stark Smith)‏ هي راقصة أمريكية، ولدت في 11 فبراير 1952 في بروكلين في الولايات المتحدة.